# تشوتبور
تشوتبور (بالإنجليزية: Chotěboř)‏ هي municipality of the Czech Republic و municipality with town privileges تقع في التشيك في مقاطعة هافليتشكوف برود.[بحاجة لمصدر] يقدر عدد سكانها بـ 9,480 نسمة .

## أعلام
- غابرييلا كراتوخفيلوفا
- ماتيج فيدرا